# レーガン・スミス
レーガン・スミス（Regan Smith、2002年2月9日 -）は、アメリカの競泳選手。現在、100m背泳ぎ（長水路）の世界記録を保持しており、米国女子4×100mメドレーリレーの一員としても世界記録を保持している。2017年世界水泳選手権では女子200m背泳ぎに出場した。また、世界ジュニア水泳選手権において100m背泳ぎで金メダルを獲得し、メリッサ・フランクリンの15-16National Age Group記録や、準決勝でテイラー・ラックに打ち立てられた世界ジュニア記録を破る記録を出した。

## 経歴
12歳のとき、その年齢層で複数の記録を樹立し、高校の州大会でメダルを獲得した。こののち、 Apple ValleyのRiptide Swim Clubに入会し、12個のオリンピックメダルを獲得した有名な競泳選手ジェニー・トンプソンのコーチとして知られるMike Parrattoの指導を受けた。
14歳のときには、メリッサ・フランクリン（当時200m背泳ぎの世界記録保持者）やケイティ・レデッキー（400m自由形、800m自由形、1500m自由形の世界記録保持者）などのオリンピック選手と大会に出場した。さらにナショナルジュニアチームのメンバーとなり、13歳から14歳まで2016 Age Group Swimmer of the Yearに選出され、100ヤード背泳ぎ、100ヤードバタフライ、100m背泳ぎの3つでNational Age Group記録を打ち立てた
2回連続でAge Group Swimmer of the Yearのタイトルを獲得し、2018年を終えた。

### 世界選手権
韓国の光州で行われた2019年世界水泳選手権では200m背泳ぎの個人種目1種目に出場した。予選と準決勝では、優勝候補としての存在を主張した。予選では2:06.01のタイムを記録し、自身のジュニア記録を更新した。準決勝では2:03.35のタイムで2012年に打ち立てられたメリッサ・フランクリンの2:04.06の世界記録を更新した。
決勝では、2:03.69のタイムで大差で金メダルを獲得し、世界選手権初のタイトルを獲得した。前半は59.45という世界記録のペースより早いタイムで泳いだが、最終的には史上2番目に早いタイムを記録した。
個人種目の100m背泳ぎで予選落ちしたにもかかわらず、400mメドレーリレーの背泳ぎに選ばれた。メドレーリレーの決勝でリリー・キング、ケルシー・ウォレル、シモーネ・マニュエルとともに金メダルを獲得した。3:50.40のタイムを記録し、2017年に達成されたこれまでの世界記録3:51.55を更新した。第一泳者として57.57のタイムを出し、キャスリーン・ベーカーの100m背泳ぎの世界記録58.00を更新した。
インディアナポリスでの2024年パリ五輪選考会100m背泳ぎで57.13の世界新記録をマークし1位。